# Raorchestes charius
Espèce
Synonymes
- Philautus charius Rao, 1937
- Pseudophilautus charius (Rao, 1937)

Statut de conservation UICN

 EN B2ab(iii) : En danger
Pseudophilautus charius est une espèce d'amphibiens de la famille des Rhacophoridae.

## Répartition
Cette espèce est endémique de l'État du Karnataka en Inde. Elle se rencontre entre 800 et 1 200 m d'altitude dans les Ghâts occidentaux,. 

## Étymologie
Cette espèce est nommée en l'honneur de Bagepalli Ramachandrachar Seshachar.

## Publication originale
- Rao, 1937 : On some new forms of Batrachia from south India. Proceedings of the Indian Academy of Sciences, sér. B, vol. 6, p. 387-427.